# Bruins de Chicago
Les Bruins de Chicago (en anglais : Chicago Bruins) étaient une équipe américaine de basket-ball, basée à Chicago dans l'Illinois. L'équipe a disputé des saisons en American Basketball League puis en National Basketball League et a également participé au World Professional Basketball Tournament.

## Palmarès
- Finaliste du World Professional Basketball Tournament : 1940

## Année par année
| Saison  | Ligue | Saison régulière                  | Playoffs           |
| ------- | ----- | --------------------------------- | ------------------ |
| 1925/26 | ABL   | 7e (1re moitié) ; 7e (2e moitié)  | Non qualifié       |
| 1926/27 | ABL   | 7e (1re moitié) ; 6e (2e moitié)  | Non qualifié       |
| 1927/28 | ABL   | 3e, Ouest                         | Non qualifié       |
| 1928/29 | ABL   | 4e (1re moitié) ; 7e (2e moitié)  | Non qualifié       |
| 1929/30 | ABL   | 4e (1re moitié) ; 3e (2e moitié)  | Non qualifié       |
| 1930/31 | ABL   | 5e (1re moitié) ; 1er (2e moitié) | 2d Half Tiebreaker |